# Inkarnaatklaver
Inkarnaatklaver (Trifolium incarnatum) ook wel Engelse klaver, Italiaanse klaver of Franse klaver genoemd, is een eenjarige of soms tweejarige plant uit de vlinderbloemenfamilie (Leguminosae). Inkarnaatklaver komt van nature voor in Portugal en het Middellandse Zeegebied: Spanje, Frankrijk, Italië, de Balkan en Turkije. Door het gebruik als veevoer komt inkarnaatklaver tegenwoordig als neofyt overal voor.

## Beschrijving
De plant wordt 20-50 cm hoog. De behaarde, rechtopgaande stengel is meestal niet vertakt. De afwisselend, spiraalvormig staande bladeren zijn driedelig. De behaarde, omgekeerd eironde blaadjes zijn 1-2 cm lang en 1-1,5 cm breed en hebben een gezaagde bladrand. De bladsteel is 4,5-17,4 cm lang, waarbij de onderste bladeren de langste bladsteel hebben. Het onderste deel van de steunblaadjes vormen een met de stengel vergroeide bladschede. Het bovenste niet vergroeide deel is eirond, getand, geribbeld en afstaand behaard en heeft een groene of purpere kleur.
Inkarnaatklaver bloeit van mei tot juli met rode of rose, soms geelachtig witte bloemen, die in een eindstandige, 2-6 cm lange en 1-1,5 cm brede hoofdjesachtige tros zitten. Bij het rijpen wordt de bloeiwijze langer en de bloeistengel direct onder de bloeiwijze dikker. De bloem is vijftallig. De kroonladen zijn 10-12 mm lang. De vijf tot een kelkbuis vergroeide, lang behaarde kelkbladeren zijn 8-10 mm lang. De kelk is tiennervig met lijnvormige, lange tanden. De kelktanden zijn tot tweemaal zo lang als de kelkbuis.
De vrucht is een eenzadige, 2-2,5 cm lange en 1-1,5 cm brede peulvrucht. Het geelgroene, eivormige zaad is ongeveer 2 mm groot. In een kilo zaad zitten 310.000-330.000 zaden.

## Voorkomen
Inkarnaatklaver komt voor op akkerland, weilanden en bermen.